# ساوهاراد
ساوهاراد (بالنرويجية: Sauherad)‏ هي بلدية في مقاطعة تلمارك، النرويج. تعد جزءاً من منطقة وسط تلمارك التقليدية. المركز الإداري للبلدية هي قرية أكرهاوغن. تحد البلدية كونغسبرغ، وشين، ونومه وبو ونوتودن.